# Símbolos do Reino Unido, Ilhas do Canal e ilha de Man
Símbolos do Reino Unido, Ilhas do Canal e Ilha de Man é uma lista dos símbolos nacionais do Reino Unido, os países do reino unido (Inglaterra, Escócia, país de Gales e Irlanda do Norte), e as Dependências da Coroa Britânica (Ilhas do Canal e Ilha de Man). Cada entrada tem o seu próprio conjunto exclusivo dos símbolos.

## Do Reino Unido da Grã-Bretanha e Irlanda do Norte
| Nome e a bandeira | Personificação nacional | Animal oficial | Brasão de Armas                     | Lema | Hino |
| ----------------- | ----------------------- | -------------- | ----------------------------------- | --- | --- |
| Reino Unido       | Britannia               | Leão Bulldog   | Brasão real de armas do Reino Unido | Dieu et mon droit (Francês) "Deus e meu direito" (como o usado na Inglaterra, Irlanda do Norte E país de Gales) Em Defens (Escocês) "Em Defesa" (como usado na Escócia) | "[[God Save the Queen\|Deus Salve a Rei Nota: "a Rei" é substituído por "Rainha" nas letras, sempre que o monarca é do sexo feminino. |

## Da Inglaterra, Escócia, país de Gales e Irlanda do Norte
| Nome e bandeira                               | Padroeiro               | Flor nacional        | Animal nacional | Brasão                                    | Lema                                                       | Hino                                                                       |
| --------------------------------------------- | ----------------------- | -------------------- | --------------- | ----------------------------------------- | ---------------------------------------------------------- | -------------------------------------------------------------------------- |
| Inglaterra Bandeira de Inglaterra             | São Jorge               | Rosa de Tudor        | Leão            | Royal Arms of England                     | Dieu et mon droit (Francês) "Deus e meu direito"           | Deus salve a Rainha See Proposed national anthems of England.              |
| Escócia Bandeira da Escócia                   | Santo André             | Cardo                | Unicornio       | Brasão de armas da Escócia                | In Defens (Scots) "Em Defesa"                              | Flor da Escócia (de facto) See also Proposed national anthems of Scotland. |
| País de Gales Bandeira do País de Gales       | São David               | Alho-porro e Narciso | Dragão          | Brasão Real do País de Gales              | Cymru am byth (Galês) "Gales por todos"                    | Hen Wlad Fy Nhadau (Galês) "A Terra de meus Pais"                          |
| Irlanda do Norte Bandeira da Irlanda do Norte | São Patrício da Irlanda | Linho e Shamrock     | None            | None Brasão de armas da Irlanda do Norte: | Quis separabit? (Latin) "Who will separate us?" (de facto) | Londonderry Air (de facto)                                                 |

1. ↑  There has been no official national flag of Northern Ireland[7] since 1973. However, the shown Ulster banner, official flag of the Government of Northern Ireland between 1953-1973, has since been the de facto flag of Northern Ireland, and continued to be used by international sporting organisations.[8] See Northern Ireland flags issue for more information.

## As Dependências da Coroa Britânica

### As Ilhas Do Canal

#### Bailiwick of Jersey
| Nome e a bandeira         | Padroeiro  | Animal nacional | Brasão de Armas                   | Lema | Hino                                   |
| ------------------------- | ---------- | --------------- | --------------------------------- | ---- | -------------------------------------- |
| Jersey Bandeira de Jersey | São Helier | Sapo            | Brasão de Armas da ilha de Jersey | -    | "Ma Normandie" (Francês) Meu Normandia |

#### Bailiwick de Guernsey
| Nome e bandeira               | Padroeiro    | Flor nacional          | Animal nacional | Brasão de armas             | Lema | Hino                       |
| ----------------------------- | ------------ | ---------------------- | --------------- | --------------------------- | ---- | -------------------------- |
| Guernsey Bandeira de Guernsey | São Sampson  | Nerine sarniensisernse | Asno            | Brasão de armas de Guernsey | -    | "Sarnia Cherie"            |
| Sark Bandeira de Sark         | São Magloire | -                      | Corbins         | Brasão de armas de Sark     | -    | "Sarnia Cherie" (Guernsey) |
| Alderney Bandeira de Alderney | Santa Ana    | -                      | Coelho          | Brasão de armas de Alderney | -    | "Sarnia Cherie" (Guernsey) |
| Herm Bandeira de Herm         | São Tugual   | -                      | -               | Brasão Armas de Herm        | -    | "Sarnia Cherie" (Guernsey) |

### A Ilha de Man
| Nome e bandeira                     | Padroeiro    | Flor nacional                  | Brasão de Armas                | Lema                                                                         | Hino                          |
| ----------------------------------- | ------------ | ------------------------------ | ------------------------------ | ---------------------------------------------------------------------------- | ----------------------------- |
| Ilha de Man Bandeira da Ilha de Man | São Maughold | Cushag (popularmente) e Fúcsia | Brasão de armas da Ilha de Man | Quocunque Jeceris Stabit (Latim) "Onde quer que você jogá-lo, ele vai ficar" | "Ó Terra do Nosso Nascimento" |

## Referencias
1. ↑  CBBC Newsround | Guides | UK | Patron saints | St George: England
2. 1 2 3 4 5 6  «National Emblems of Britain». Consultado em 29 de maio de 2016. Arquivado do original em 8 de abril de 2008
3. ↑  CBBC Newsround | Guides | UK | Patron saints | St Andrew: Scotland
4. ↑  Civilization.ca - Treasures Gallery - Queen's Beasts: Unicorn of Scotland
5. ↑  CBBC Newsround | Guides | UK | Patron saints | St David: Wales
6. ↑  Civilization.ca - Treasures Gallery - Queen's Beasts: Red Dragon of Wales
7. ↑  So you think you know the Northern Ireland flag?
8. ↑  http://www.fifa.com/associations/association=nir/index.html
9. ↑  Marr, James (2001). History of Guernsey: The Bailiwick's Story Second ed. St Peter Port, Guernsey: Guernsey Press Ltd. ISBN 0953916618
10. ↑  «Plantlife county flowers results». Consultado em 29 de maio de 2016. Arquivado do original em 6 de janeiro de 2009